# 埃尔布里奇·罗斯
埃尔布里奇·罗斯（英語：Elbridge Ross，1909年8月2日—1980年11月13日），美国男子冰球运动员，场上位置是前锋。他曾代表美国国家队参加1936年冬季奥林匹克运动会冰球比赛，获得一枚铜牌。